# Santa María de Ipire (Venezuela)
Pour les articles homonymes, voir Santa Maria.
Santa María de Ipire est une ville de l'État de Guárico au Venezuela, capitale de la paroisse civile de Santa María de Ipire et chef-lieu de la municipalité de Santa María de Ipire.